# ひぐらしのなく頃に怪 現壊し編
『ひぐらしのなく頃に怪 現壊し編』（ひぐらしのなくころにかい うつつこわしへん）は、原作：竜騎士07、作画・ストーリー構成：鬼頭えんの漫画。角川書店刊『月刊コンプエース』Vol.10（2006年12月26日発売）より連載されたが休載が相次ぎ、2007年12月発売の単行本加筆分をもって完結した。ただし、殺人事件の犯人や正体不明の少女たちなど、本編中で出てきた謎はほとんど解明されないままであり、実質上の打ち切りによりストーリーは未完。作画・ストーリー構成担当の鬼頭はTwitter上で続きは描けないという旨を述べている。
同誌で連載された『鬼曝し編』及び『月刊Gファンタジー』（スクウェア・エニックス）連載の『宵越し編』（作画：みもり）に続く同人ゲーム『ひぐらしのなく頃に』の3番目の外伝作品で、本編の第5話（解答編第1話）『目明し編』の前日談的なストーリー。

## ストーリー
園崎本家の決定により、全寮制一貫教育の女子校・聖ルチーア学園に「幽閉」されていた園崎詩音。ある日、校内のプールで男性教師の変死体が発見され、第一発見者である詩音の同級生・香坂瑞穂が理事長室に呼び出されるが、瑞穂は事の詳細を語ろうとはしなかった。瑞穂が実の祖母に命を狙われ、難を逃れるために学園へ入学したという噂を聞いた詩音は、「フランス語の宿題」を口実に、誰に対しても心を開こうとしない瑞穂と接触を試みる。

## 登場人物
現壊し編の登場人物を参照。

## 単行本
- 2007年12月21日発売 ISBN 978-4-04-713996-1
  - 本編（全3話、第3話ラストは単行本描き下ろし）以外に「鬼曝し編」連載終了後の番外編「裏返し編」とコンプエースの応募者全員サービスで刊行されたプレミアムブック収録の後日談「after」が掲載されている[2]。